# Club de Deportes Santiago Morning
A Corporación Club de Deportes Santiago Morning S.A. é um clube de futebol chileno, da cidade de Santiago. Foi fundado oficialmente em 1936 e joga na segunda divisão da liga chilena de futebol. Seu principal rival é o Magallanes. Suas cores são branco e preto.

## História
O Santiago Morning nasceu da fusão de dois clubes, o Santiago F.C. e o Morning Star, que foi realizada em 1936. Contudo, para efeitos comemorativos, foi mantida a data de fundação mais antiga entre os dois clubes, que era a do Santiago Football Club (16 de agosto de 1903). Na década de 40, o clube viveu seu período glorioso, conquistando três Campeonatos Apertura e o Campeonato Chileno em 1944, sendo que grande parte do time era convocado à Seleção Chilena.
Entretanto, em 1956, foi rebaixado pela primeira vez em sua história e quase seguiu o mesmo caminho de outros clubes de Santiago, como: Badminton e Santiago National, que desapareceram na década de 50. Felizmente, em 1960, o clube volta à elite após vencer a segunda divisão no ano anterior. Porém, em sua volta os "Bohemios" não conseguiram recuperar seu protagonismo no futebol nacional e ficaram um bom tempo alternando entre a primeira e a segunda divisão. O Santiago Morning chegou ao fundo do poço em 1983, quando foi rebaixados para a terceira divisão. Até conseguiram ganhá-la em sua estreia, mas logo no ano seguinte foram rebaixados novamente e ficaram estagnados no amadorismo por um bom tempo.
Em 1996, consegue sair dessa insólita situação após vencer novamente a terceira divisão, e já em 1999 consegue retornar à primeira divisão do Chile, após 17 anos de ausência. Em seu retorno, o clube volta a ser uma equipe "ioiô", sempre intercalando entre a primeira e segunda divisão. Em 2012, foi rebaixado novamente à Primeira B, onde está até hoje.

### Futebol Feminino
O clube foi um dos pioneiros no Chile a criar uma equipe de futebol feminino, sendo um dos fundadores do Campeonato Chileno de Futebol Feminino, torneio que já foi campeão 3 vezes (2018, 2019, 2020-T).

## Títulos
| NACIONAIS | NACIONAIS                       | NACIONAIS | NACIONAIS         |
|           | Competição                      | Títulos   | Temporadas        |
| --------- | ------------------------------- | --------- | ----------------- |
|           | Campeonato Chileno              | 1         | 1942              |
|           | Campeonato de Apertura          | 3         | 1944, 1949 e 1950 |
|           | Campeonato Chileno - 2ª divisão | 3         | 1959, 1974 e 2005 |
|           | Campeonato Chileno - 3ª divisão | 2         | 1984 e 1996       |

## Sedes e estádios

### Municipal de La Pintada
O clube manda seus jogos no Estádio Municipal de La Pintana, que está localizado na cidade de Santiago e possui capacidade para aproximadamente 5.000 torcedores.